# Katima Mulilo Bridge
Il Katima Mulilo Bridge (noto anche come Bridge 508 nel Namibian Bridge Register) è un ponte sul fiume Zambesi tra Katima Mulilo, Namibia e Sesheke, Zambia. Si tratta di un ponte stradale, completato nel 2004, lungo 900 metri e con 19 campate. Collega l'autostrada TransCaprivi della Namibia alla rete stradale dello Zambia, formando una sezione della strada commerciale che va dall'Africa centro-meridionale all'Atlantico nota come il corridoio di Walvis Bay.

## Antefatti
I pedoni e i veicoli passeggeri attraversavano il vicino fiume in traghetto. I piani per la costruzione del ponte furono presi in considerazione per la prima volta in Namibia nel 1982 e il fu assegnato il numero 508 al progetto. Tuttavia, il governo occupante sudafricano si oppose al progetto considerando come un atto di alto tradimento la costruzione di ponte verso lo Zambia indipendente, razzialmente non segregato.
L'iniziatore della pianificazione del ponte, Klaus Dierks, fu successivamente licenziato.
Solo dopo l'indipendenza della Namibia riprese la pianificazione nel 1990. Il ponte è stato costruito sul suolo dello Zambia poiché all'epoca era un paese meno sviluppato e di conseguenza aveva la possibilità di ricevere una sovvenzione per costruirlo, a differenza della Namibia che avrebbe dovuto rimborsare il prestito.

## Costruzione
Il ponte essendo stato costruito sul suolo zambiano, appartiene interamente allo Zambia e rientra nel percorso stradale M10. Dalla città di Sesheke, si attraversa l'intero ponte prima di raggiungere il confine con la Namibia.
Nel 2002 il contratto per la costruzione è stato assegnato a Concor del Sudafrica e Hochtief della Germania. Il ponte è stato completato nei tempi previsti nel 2004 ed è stato costruito utilizzando la tecnica tedesca del lancio incrementale (Taktschiebe-Verfahren).

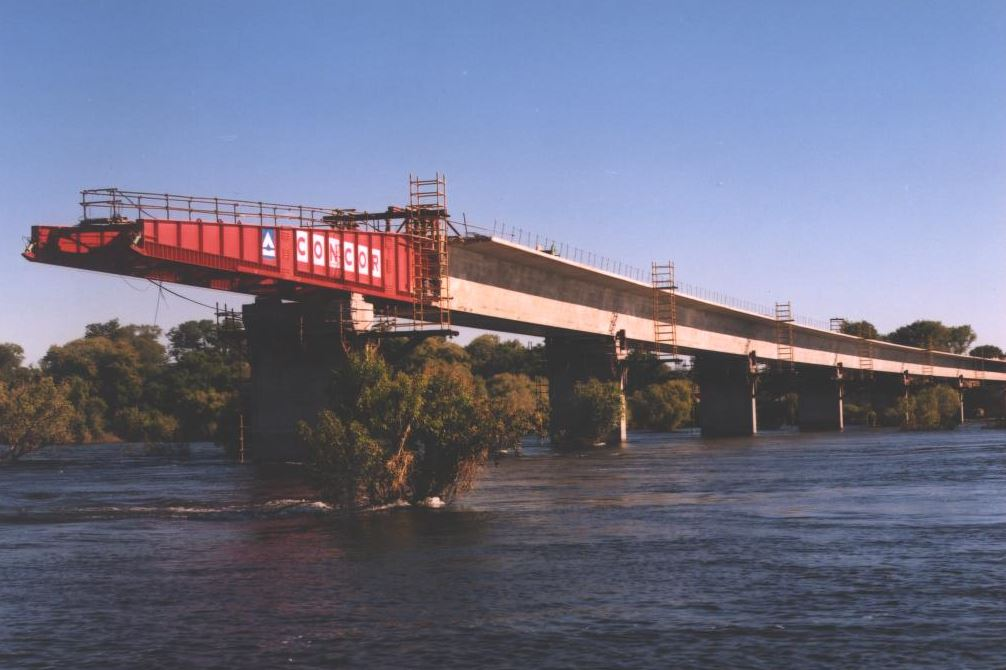
Lancio incrementale del ponte Katima Mulilo, 2003

## Apertura
Il ponte è stato ufficialmente aperto dal presidente della Namibia, Sam Nujoma, e dal presidente dello Zambia, Levy Mwanawasa il 13 maggio 2004, a Katima Mulilo.